# Équipe des Samoa de rugby à XV à la Coupe du monde 2015

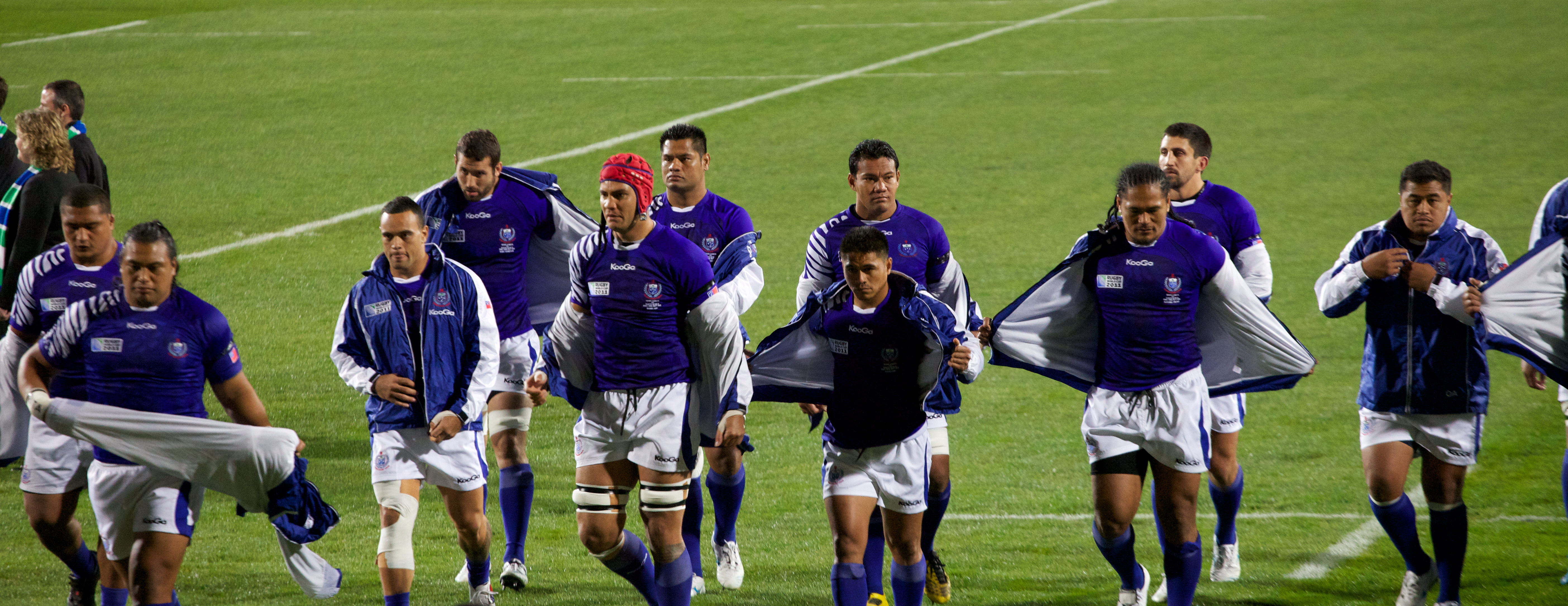
L'équipe des Samoa lors de la Coupe du monde 2011.

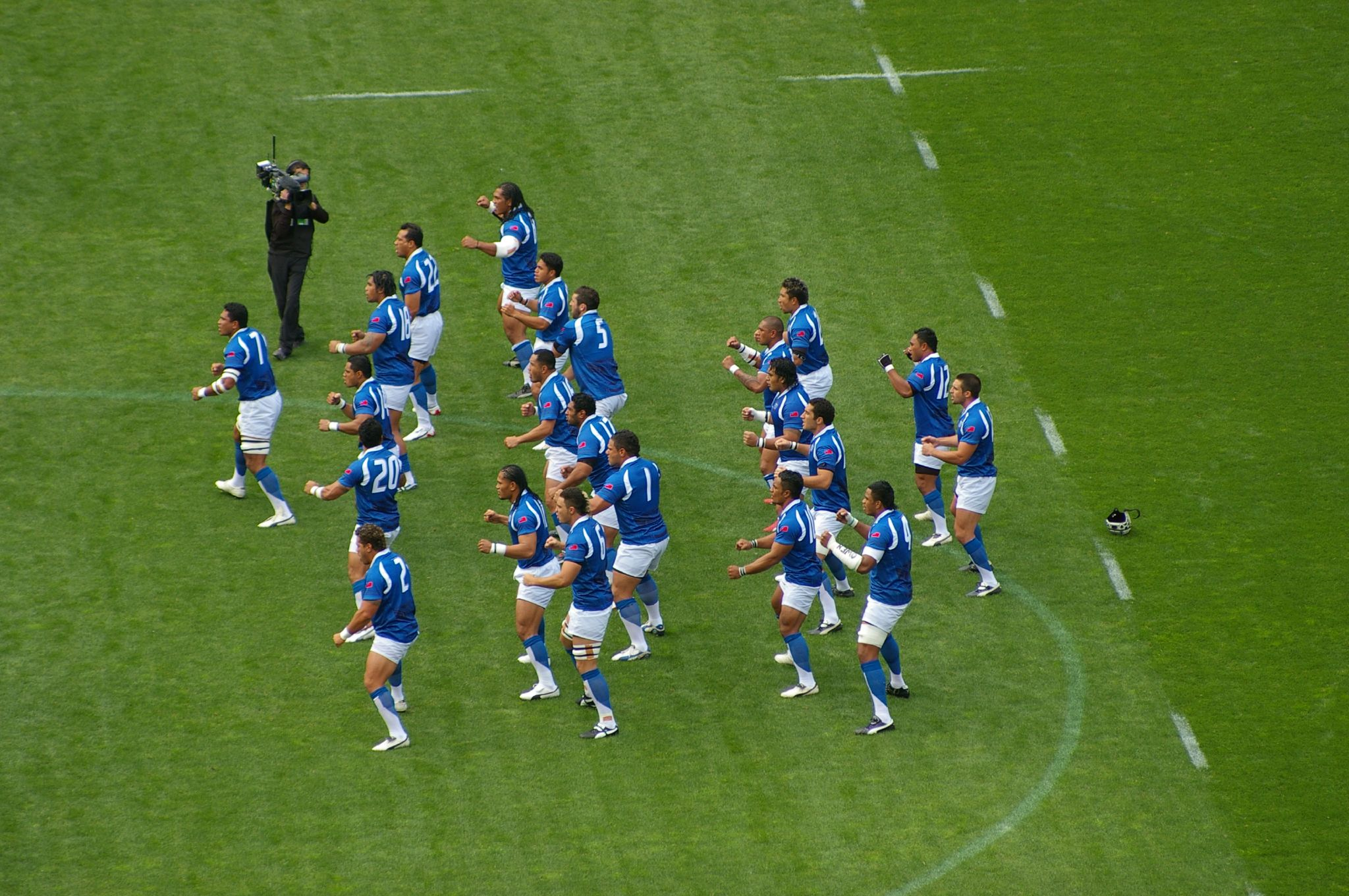
L'équipe des Samoa effectuant son Siva Tau avant le match contre l'Afrique du Sud lors de la Coupe du monde de rugby à XV 2007.

L'équipe des Samoa de rugby à XV participe à la coupe du monde de rugby à XV 2015, sa septième participation en huit épreuves.

## Préambule
Le rugby à XV est un sport introduit dans les années 1920 dans les îles Samoa, anciennement appelées Samoa occidentales, un archipel d'îles indépendant de la Polynésie. Ils ne font pas encore partie de l'International Rugby Board en 1987 et ils ne sont pas invités à disputer la première Coupe du monde de rugby à XV. L'équipe des Samoa est parvenue à disputer les quarts de finale de la Coupe du monde en 1991 et en 1995.
Lors de la coupe du monde 2011, les Samoa se défont des Namibiens (49-12) avant de perdre contre la pays de Galles (17-10). Après avoir gagné les Fidji (27-7), les Samoa sont battus par l'Afrique du Sud (13-5) et terminent troisièmes de poule.
Au 10 août 2015, elle est onzième au classement des équipes nationales de rugby.

## Qualification
Les trois premiers de chacune des poules du premier tour de la Coupe du monde 2011 sont qualifiés d’office pour l’édition 2015. C'est le cas de l'équipe des Samoa , 3e de sa poule en 2011.

## Sélectionnés
Les joueurs ci-dessous ont été appelés le 12 août pour disputer la coupe du monde 2015, les Samoa sont le premier pays à annoncer la liste définitive (sauf blessure).

### Avants
| Nom                  | Naissance        | Sélections (Pts marqués) | Club                   | Année de 1re sélection |        |
| Pilier               | Pilier           | Pilier                   | Pilier                 | Pilier                 | Pilier |
| -------------------- | ---------------- | ------------------------ | ---------------------- | ---------------------- | ------ |
| Viliamu Afatia       | 24 mai 1990      | 13 (0)                   | SU Agen                | 2012                   |        |
| Jake Grey            | 17 février 1984  | 4 (0)                    | Scopa                  | 2014                   |        |
| Anthony Perenise     | 18 octobre 1982  | 27 (20)                  | Bristol Rugby          | 2010                   |        |
| Sakaria Taulafo      | 29 janvier 1983  | 39 (5)                   | Stade français Paris   | 2009                   |        |
| Census Johnston      | 6 mai 1981       | 54 (20)                  | Stade toulousain       | 2005                   |        |
| Talonneur            |                  |                          |                        |                        |        |
| Ole Avei             | 13 juin 1983     | 24 (0)                   | Union Bordeaux Bègles  | 2011                   |        |
| Motu Matu'u          | 30 avril 1987    | 6 (0)                    | Hurricanes             | 2015                   |        |
| Manu Leiataua        | 26 décembre 1986 | 8 (0)                    | Stade aurillacois      | 2013                   |        |
| Deuxième ligne       |                  |                          |                        |                        |        |
| Filo Paulo           | 6 novembre 1987  | 21 (5)                   | Benetton Rugby Trévise | 2012                   |        |
| Iosefa Tekori        | 17 décembre 1983 | 20 (4)                   | Stade toulousain       | 2007                   |        |
| Kane Thompson        | 9 janvier 1982   | 32 (10)                  | Newcastle Falcons      | 2007                   |        |
| Troisième ligne      |                  |                          |                        |                        |        |
| Maurie Fa'asavalu    | 12 janvier 1980  | 26 (10)                  | US Oyonnax Rugby       | 2002                   |        |
| Alafoti Fa'osiliva   | 28 octobre 1985  | 14 (25)                  | Bath Rugby             | 2006                   |        |
| TJ Ioane             | 9 mai 1989       | 8 (5)                    | Sale Sharks            | 2014                   |        |
| Jack Lam             | 18 novembre 1987 | 18 (15)                  | Bristol Rugby          | 2013                   |        |
| Ofisa Treviranus     | 31 mars 1984     | 35 (10)                  | London Irish           | 2009                   |        |
| Sanele Vavae Tuilagi | 15 juin 1988     | 6 (0)                    | US Carcassonne         | 2015                   |        |
| Faifili Levave       | 15 janvier 1986  | 9 (0)                    | Hurricanes             | 2013                   |        |

### Arrières
| Nom                  | Naissance         | Sélections (Pts marqués) | Club               | Année de 1re sélection |               |
| Demi de mêlée        | Demi de mêlée     | Demi de mêlée            | Demi de mêlée      | Demi de mêlée          | Demi de mêlée |
| -------------------- | ----------------- | ------------------------ | ------------------ | ---------------------- | ------------- |
| Vavao Afemai         | 18 février 1992   | 7 (0)                    | Vaialaa            | 2014                   |               |
| Kahn Fotuali'i       | 22 mai 1982       | 27 (28)                  | Northampton Saints | 2010                   |               |
| Demi d'ouverture     |                   |                          |                    |                        |               |
| Patrick Fa'apale     | 3 mai 1991        | 6 (18)                   | Vaialaa            | 2014                   |               |
| Tusi Pisi            | 18 juin 1982      | 27 (172)                 | Suntory Sungoliath | 2011                   |               |
| Michael Stanley      | 29 décembre 1989  | 8 (54)                   | Ulster Rugby       | 2014                   |               |
| Centre               |                   |                          |                    |                        |               |
| Rey Lee-Lo           | 20 février 1986   | 5 (0)                    | Cardiff Blues      | 2014                   |               |
| Johnny Leota         | 21 janvier 1984   | 20 (10)                  | Sale Sharks        | 2011                   |               |
| Paul Perez           | 26 juillet 1986   | 14 (15)                  | Sharks             | 2012                   |               |
| George Pisi          | 29 juin 1986      | 18 (15)                  | Northampton Saints | 2010                   |               |
| Ailier               |                   |                          |                    |                        |               |
| Ken Pisi             | 24 février 1989   | 9 (0)                    | Northampton Saints | 2012                   |               |
| Alesana Tuilagi      | 24 février 1981   | 38 (90)                  | Newcastle Falcons  | 2002                   |               |
| Arrière              |                   |                          |                    |                        |               |
| Fa'atoina Autagavaia | 18 septembre 1988 | 17 (15)                  | USO Nivernaise     | 2012                   |               |
| Tim Nanai-Williams   | 12 juin 1989      | 4 (7)                    | Ricoh Black Rams   | 2015                   |               |

## Encadrement
Stephen Betham est à la tête de l'équipe des Samoa.

## Coupe du monde
Les Samoa disputent quatre matchs dans la poule B.

### Matchs de poule
La poule B de la Coupe du monde de rugby à XV 2015 comprend cinq équipes dont les deux premières se qualifient pour les quarts de finale de la compétition. Conformément au tirage au sort effectué le 3 décembre 2012 à Londres, les équipes d'Afrique du Sud (Chapeau 1), des Samoa (Chapeau 2), d'Écosse (Chapeau 3), du Japon (Chapeau 4) et des États-Unis (Chapeau 5) composent ce groupe B.